# Holt (Missouri)
Holt és una població dels Estats Units a l'estat de Missouri. Segons el cens del 2000 tenia 405 habitants.

## Demografia
Segons el cens del 2000, Holt tenia 405 habitants, 152 habitatges, i 100 famílies. La densitat de població era de 434,4 habitants per km².
Dels 152 habitatges en un 34,9% hi vivien nens de menys de 18 anys, en un 57,2% hi vivien parelles casades, en un 3,9% dones solteres, i en un 34,2% no eren unitats familiars. En el 30,9% dels habitatges hi vivien persones soles el 18,4% de les quals corresponia a persones de 65 anys o més que vivien soles. El nombre mitjà de persones vivint en cada habitatge era de 2,66 i el nombre mitjà de persones que vivien en cada família era de 3,31.
Per edats la població es repartia de la següent manera: un 30,9% tenia menys de 18 anys, un 9,4% entre 18 i 24, un 30,6% entre 25 i 44, un 16,5% de 45 a 60 i un 12,6% 65 anys o més.
L'edat mediana era de 33 anys. Per cada 100 dones de 18 o més anys hi havia 95,8 homes.
La renda mediana per habitatge era de 38.438 $ i la renda mediana per família de 55.375 $. Els homes tenien una renda mediana de 35.556 $ mentre que les dones 21.111 $. La renda per capita de la població era de 16.841 $. Entorn del 10,1% de les famílies i el 16,6% de la població estaven per davall del llindar de pobresa.

## Poblacions més properes
El següent diagrama mostra les poblacions més properes.